# 椋林裕貴
椋林 裕貴（むくばやしひろたか、1970年（昭和45年）9月21日）は、日本のマーケター、実業家。株式会社693ブレーン（ムクサンブレーン）代表取締役社長。東京都世田谷区生まれ、千葉県富里市育ち。
2024年8月に退任するまでは株式会社マッシュホールディングス執行役員、ビューティー＆ヘルスケア成長戦略長兼ビジネスデベロップメントオフィサー。現在のコスメキッチンを2006年からXAVEL時代にオーガニック＆ナチュラルビューティーセレクトショップとして当時のショップメンバーと創業し成長させてきた。ただ、その経緯は会社倒産危機など平坦な道ではなかった。

## 経歴
東京都世田谷区で生まれ、千葉県富里市で育つ。私立成田高校を経て、千葉商科大学を卒業。1993年、プランタン銀座ファッション事業部に入社。ヤングファッションの競争の激しい時代に一線で躍動する。本館２階は最も数字的にも範囲は大きくダイエーグループ傘下時代は修正力と実行力で実績を積み上げる。2005年8月7日に第一回を開催する東京ガールズコレクション（略称TGC）の企画運営会社であるXAVEL（のちにブランディング）へとヘッドハンティングで移籍。CSKグループとの合弁会社やYahoo!JAPANとの合弁会社ファッションウォーカーなど各社で役員を兼務、歴任。2010年には現在の株式会社マッシュホールディングスのMASH Groupへとコスメキッチンと共に事業分割にて移籍

### プランタン銀座時代
1993年に大学卒業後入社し本館2階のヤングファッションの配属となる。春夏は当時旬であったファッションスウィムウェアの売場を担当し秋冬は平場という自社仕入れの売り場の担当となる。当時は新宿にあった高野、三愛と並んで御三家と言われた大きな売り上げを持つ売り場であり、「カップル試着室」という当時変わった提案でTVやメディアで話題となっていた。シーズンごとに入店交渉、撤退交渉をせねばならぬ事もあり交渉力を身につけて行ったのはこの頃とも言われる。
現場を離れ販売促進部に2002年から配属されストアマーチャンダイジングを担当するようになる。いわゆるリーシングでショップの誘致や仕掛けの担当となる。同時に１階にできた「ル・パサージュ」という催事スペースを任され毎週変わる企画を３年間窓口で担当する。年間62本、3年で150本を超える実績から企画力もこの頃に身につけていく。

### ブランディング時代
プランタン銀座時代のリーシング及び企画力、PRの軸がインターネットに映っていたのをいち早く取り入れていた百貨店マンに目をつけた当時のTGC運営する会社がヘッドハンティングしたことによりモバイルコマースとTGCファション担当でプロデューサーへと着任する。ガラケーモノクロ時代にファッションを扱うことになるモバイルコマースの黎明期である
その後20億台の売り上げから80億を超えるスケールまで4年で駆け上がる
グループの戦略が業界No1戦略でありF1層の広告では博報堂とF1メディアを設立。当人はITではCSKグループとSCSKを設立し役員へ就任。LAからは2009年話題となるKITSON上陸を手がけた
2006年からは代官山にあったコスメキッチンを当時のメンバーとナチュラル＆オーガニックへと業態変換し現在の礎を築いた

### MASH Group時代
2010年9月コスメキッチン５店舗とともに現在のMASH Groupへと移籍。当時2億に皆たかった事業は2019年までに150億を超える規模へと成長を遂げる。

・2010年CosmeKitchen事業とともにMASH Group入り

・2010年9月にMash Beauty Lab設立、代表取締役社長に着任

・2013年には新リテール事業Biople by CosmeKitchen、プライベート事業Forganics立ち上げ。

・2014年新会社マッシュスポーツラボ代表取締役副社長着任、ウェルネスブランドemmi立上げ

・2016年ニュージランド、サステナブランドNo1のエコストアを上陸させる。株式会社エコストアジャパン代表取締役社長着任、プライベートブランドCelvoke立上げ

・2018年全米展開USDA取得オーガニックアイスクリームブランド、スリーツインズ日本ライセンス獲得。ファミマ、ナチュラルローソンなどのちに関東にてローソンでも展開

・2023年　株式会社マッシュホールディング執行役員ビューティー＆ヘルスケ
ア成長戦略長兼ビジネスデベロップメントオフィサー着任

・2024年　サンフランシスコより誘致、INNERSENSE ASIA社立上げへ布石

### 株式会社693ブレーン設立
2024年9月同社設立、代表取締役・ファウンダー

コスメキッチンで業界市場規模や蓋然性を問われたら参入しようと思わなくても。困っているお客様や必要とされる業界であり、今後の世の中にとって必要な考え方のビジネスは沢山ある。そんな想いを持っていて光る可能性のある会社をクライアントとし日の目を見ることの出来るように照らすことの出来る会社を目指している

ファッション、ビューティー＆ヘルスケア、ライフスタイルに強みを持ち32年に及ぶリテール経験から双方のニーズや立場を理解しながら提案していく。日本から海外へ海外から日本へと良きもの事柄を伝えていきたいとの想い

## 人物
とにかく人の繋がりを大切にしその繋がりからマーケットをクリエティブしてきた。プランタン銀座時代も同世代の仲間達と３ヶ月に一度は集まりを開催し業界の未来を語り合う。TGCを手がけるブランディング時代にはファッションアパレルのみならず美容、芸能界など広くそのコネクションを広げる。その後コスメキッチンを軸に世界へと想いの強い人々と繋がりを持つようになる。

### 受賞歴
- 2007年: XAVEL 年間MVP

### 理事・審査員歴
2024年: サスコス審査員 サスティナブルアワード

## メディア出演
WWD人物
コスメキッチンの誕生は、1本の歯磨き粉だった!?
大躍進「コスメキッチン」創業者の椋林裕貴OBから学びたい！